# Gino Pariani
Virginio Pariani, detto Gino (St. Louis, 21 febbraio 1928 – St. Louis, 7 maggio 2007), è stato un calciatore statunitense, di ruolo attaccante.

## Carriera
Proveniente dal quartiere "The Hill", nella periferia di St. Louis, insieme ad altri quattro immigrati italiani come lui e sei tra portoghesi, spagnoli e scozzesi, compose la squadra che passò alla storia artefice del Miracolo di Belo Horizonte.
La vittoria contro l'Inghilterra al campionato del mondo 1950 in Brasile, l'unica del Mondiale per gli americani, non influì sull'esito della competizione.